# 京都びわこドリーム号

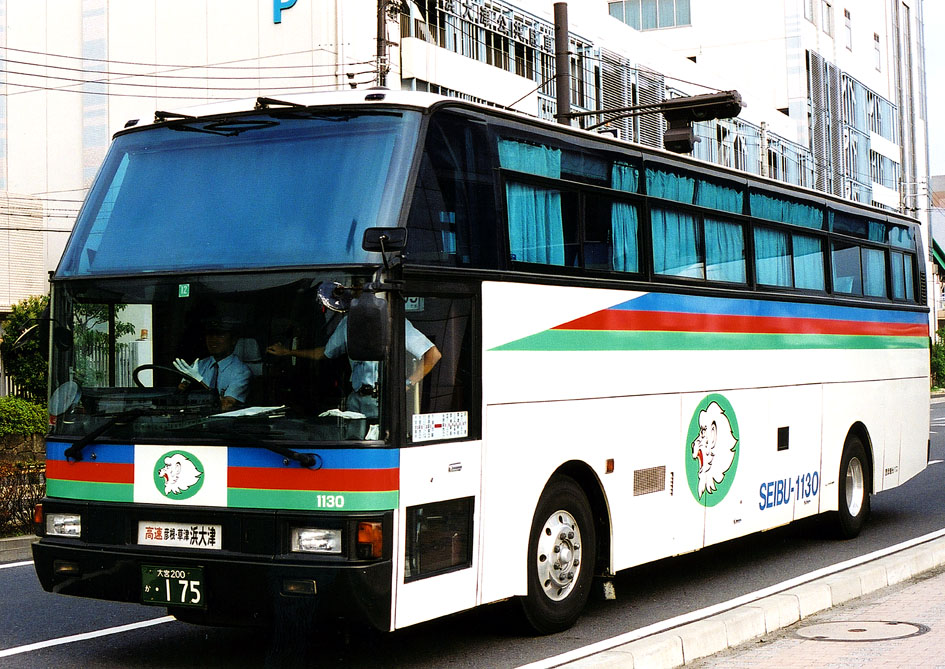
大宮線 3列シート車導入当時の西武バス車両
日産ディーゼル・スペースウィング U-RA520SBN
（画像は西武観光バス移籍後）

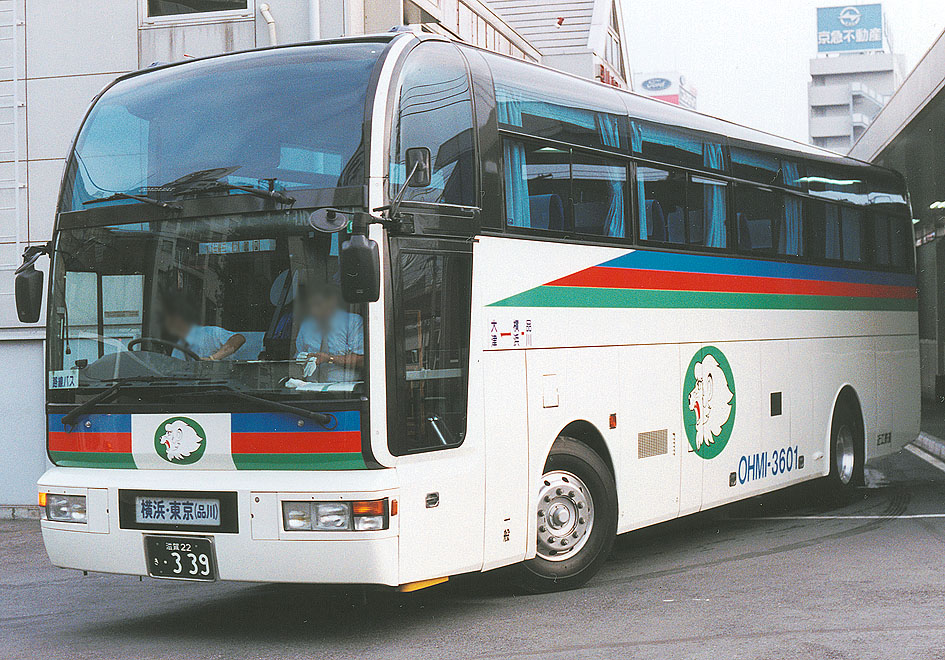
「マリーン号」運行開始当時の近江鉄道車両
日産ディーゼル・スペースウィング U-RA520RBL
（3列シート車導入当時の大宮線も共通運用）

京都びわこドリーム号（きょうとびわこドリームごう）とは、かつて埼玉県さいたま市、東京都豊島区および神奈川県横浜市と、滋賀県米原市・彦根市・東近江市・草津市・大津市および京都府京都市とを結んでいた高速バスである。旧称「びわこドリーム号」。
本項では、かつてダブルトラック路線として運行されていたが、「びわこドリーム号」に先がけて廃止となった 品川・横浜 - 彦根・大津線 「マリーン号」 についても記す。双方の路線開業に滋賀県側のバス事業者として近江鉄道が関与していた。

## 概要
1989年6月23日に西武バスと近江鉄道の共同運行で「池袋 - 大津線」を運行開始した。座席指定制のため、乗車には予約が必要であった。
3年後の1992年6月19日、京浜急行電鉄と近江鉄道の共同運行で、品川・横浜 - 大津線「マリーン号」を運行開始した。また同日より「池袋 - 大津線」の東京側起終点を埼玉県の大宮駅まで延伸し「大宮・池袋 - 大津線」となる。
1999年12月16日には「大宮・池袋 - 大津線」の運行が西武バス大宮営業所から西武観光バスへ移管され、廃止まで西武観光バス大宮営業所が担当した。
2008年1月15日出発便をもって「マリーン号」は廃止され、同年4月21日をもって近江鉄道は「大宮・池袋 - 大津線」からも撤退した。これにより近江鉄道は長距離高速バス路線から撤退することとなった。翌4月22日の運行より近江鉄道に代わって西日本JRバスが参入し、それに伴いJRバスの夜行高速バスの愛称「ドリーム号」を冠して「びわこドリーム号」の愛称が付与された。ただし当時は、西武側では引き続き「大津線」という名称を併記していた（西日本JRバス参入まで同路線に路線愛称はなかった）。また同日より横浜シティ・エア・ターミナル (YCAT) への乗り入れを開始した。
1980年代後半から1990年代にかけては日本全国各地で高速バス路線の開業ブームが起き、首都圏の大都市と地方都市を結ぶ都市間高速離バス路線が相次いで開通した。しかし夜行高速バスは運行コストがかかるため、需要を過大に見込んで同一区間や並行区間で開業されたダブルトラック路線では競合により、短期間での撤退や共倒れになる路線も少なくなかった。
2010年（平成22年）9月1日より、西日本JRバスと西武観光バスの両社ともワンマン運転に移行し、三ヶ日ICでの乗務員交代を考慮したダイヤに変更した。途中での乗務員交代はあるものの、2人乗務である「ドリームさいたま号」と同様にどちらもワンマン運転であり、車両の所属にかかわらず、東名高速道路の三ヶ日IC付近にある静岡県三ケ日駐車場以西を西日本JRバス京都営業所、同IC以東を西武観光バス大宮営業所の乗務員が担当していた。JRバスの乗務員がJRグループ以外の他社のバスに乗務する稀な例で、同様の形態はかつて伊良湖ライナー号（豊橋鉄道・JR東海バス）でも行われていた。
2015年8月1日から「びわこドリーム号」は京都駅まで路線を延伸。これにより西武バス大宮営業所・大宮駅西口 - 京都駅間の停留所では、同日から「京阪神ドリームさいたま号」を一部経路変更の上で改称した「ドリームさいたま号」と区間が重複するようになり、同区間では実質的な増便となった。また京都駅への乗り入れ開始を機に、西武側の正式名称も大津線から「びわこドリーム号」に変更した。
しかし首都圏 - 京阪神間の路線は元から需要が多く、従来から東海道新幹線との競争が激しかった上に、2000年代以降の規制緩和により急増したツアーバスが大量に流入してダブルトラックどころではない過当競争となり、熾烈な低価格競争が繰り広げられていた区間であった。
2017年12月22日からは「京都びわこドリーム号」に名称を変更した。なお、これに伴うダイヤ改正や運賃の改定はなかった。
2019年6月21日には運賃改定とダイヤ改正を行ったものの、同年11月11日運行分をもって「ドリームさいたま号」と統合され、運行を終了した。これにより、米原市・彦根市など滋賀県東部に停車・発着する夜行高速バスはなくなった。

## 運行会社
- 西武バス（大宮営業所）
  - 1999年12月16日、西武観光バス（大宮営業所）へ移管。予約・発券業務は引き続き西武バスが担当した。
- 近江鉄道
  - 2008年4月21日をもって撤退。
- 西日本ジェイアールバス （京都営業所）
  - 2008年4月22日より近江鉄道に代わって参入。

### マリーン号
- 近江鉄道
- 京浜急行電鉄（現：京浜急行バス）大森営業所
  - 羽田京急バス東京営業所へ移管。

## 沿革
- 1989年（平成元年）6月23日：西武バスと近江鉄道が「池袋 - 大津線」を運行開始[1]。1日2往復（昼行・夜行各1往復）[1]。車両は34人乗り4列シート。
- 1990年（平成2年）8月2日：池袋 - 大津線の終点を大津プリンスホテルから浜大津へ延伸[7]。草津駅への停車開始[7]。
- 1992年（平成4年）6月19日
  - 京浜急行電鉄（現：京浜急行バス）と近江鉄道が、品川・横浜 - 大津線「マリーン号」を運行開始。夜行1日1往復。29人乗り3列シート。
  - 池袋 - 大津線でダイヤ変更。東京側の起終点を大宮駅へ延伸し「大宮・池袋 - 大津線」となる[8]。同時に米原への乗り入れ開始、昼行便を廃止。新車導入（29人乗り3列シート）。
- 1999年（平成11年）12月16日：西武バスが、大宮・池袋 - 大津線の運行を西武観光バスへ移管。
- 2003年（平成15年）頃：京浜急行電鉄がマリーン号の運行を羽田京急バスへ移管。
- 2008年（平成20年）
  - 1月15日：この日の出発をもって「マリーン号」の運行終了（路線廃止）。
  - 4月21日：この日の出発をもって、近江鉄道が大宮・池袋 - 大津線から撤退。
  - 4月22日：この日の出発より大宮・池袋 - 大津線でダイヤ変更、横浜シティ・エア・ターミナル (YCAT) への乗り入れを開始。西日本JRバス参入。これに伴い「びわこドリーム号」の愛称が付く。
- 2010年（平成22年）9月1日：ワンマン運転に移行。これにより三ヶ日ICでの乗務員交代を考慮したダイヤに変更。
- 2015年（平成27年）8月1日：京都駅へ路線を延伸、浜大津停留所を廃止。あわせて運賃がカレンダー方式となり、往復割引を廃止[2]。
- 2017年（平成29年）12月22日：「京都びわこドリーム号」に名称を変更[3][4]。
- 2019年（令和元年）
  - 6月21日：運賃改定[9][10]。
  - 11月11日 - この日の運行分より「ドリームさいたま号」と路線統合され、運行を終了[5][6]。

## 運行系統

### 停留所一覧
京都びわこドリーム号・マリーン号のバス停留所一覧。
横浜では「京都びわこドリーム号」はYCAT、「マリーン号」は横浜駅東口に停車していた。
○ - 停車
数字 - 停車（数値は駅コード）
∥ - 通過
| 運行会社                 | 西武観光バス         | 西武観光バス  | 羽田京急バス  | 所在地                 |
| 運行会社                 | 西日本JRバス         | 近江鉄道      | 近江鉄道      | 所在地                 |
| 停留所名                 | 京都びわこドリーム号 | 旧 大宮大津線 | 旧 マリーン号 | 所在地                 |
| 西武バス大宮営業所       | ○07                  | ○             |               | 埼玉県さいたま市大宮区 |
| 大宮駅西口               | ○06                  | ○             |               | 埼玉県さいたま市大宮区 |
| サンシャインシティ       | ×                    | ○             |               | 東京都豊島区           |
| 池袋駅東口               | ○09                  | ○             |               | 東京都豊島区           |
| 下落合駅                 | ×                    | ○             |               | 東京都新宿区           |
| 品川バスターミナル       | ×                    | ∥             | ○             | 東京都港区             |
| YCAT/横浜駅東口          | ○08                  | ∥             | ○             | 神奈川県横浜市西区     |
|                          |                      |               |               |                        |
| 米原駅西口               | ○15                  | ○             | ○             | 滋賀県米原市           |
| 彦根プリンスホテル       | ×                    | ○             | ○             | 滋賀県彦根市           |
| 彦根駅前                 | ○14                  | ○             | ○             | 滋賀県彦根市           |
| 八日市営業所             | ○13                  | ○             | ○             | 滋賀県東近江市         |
| 草津駅東口               | ○12                  | ○             | ○             | 滋賀県草津市           |
| 南草津駅東口             | ○                    |               |               | 滋賀県草津市           |
| びわ湖大津プリンスホテル | ×                    | ○             | ○             | 滋賀県大津市           |
| 大津駅                   | ○                    | ○             | ○             | 滋賀県大津市           |
| 浜大津                   | ×                    | ○             | ○             | 滋賀県大津市           |
| 京都駅                   | ○                    |               |               | 京都府京都市下京区     |

クローズドドア方式を採用しているため、上表の二重線をまたぐ場合（すなわち滋賀県・京都府内のいずれかの停留所と、それ以外のいずれかの停留所の区間を利用する場合）でないと利用不可。

### 運行経路

#### 京都びわこドリーム号
- 埼玉県さいたま市 - 首都高速埼玉大宮線 - 首都高速5号池袋線 - 東京都豊島区 - 首都高速5号池袋線 - 首都高速都心環状線 - 首都高速1号羽田線 - 首都高速神奈川1号横羽線 - 神奈川県横浜市 - 国道1号 - 保土ケ谷バイパス - 東名高速道路 - 名神高速道路 - 国道8号 - 滋賀県米原市 - 滋賀県彦根市 - 名神高速道路 - 滋賀県東近江市 - 名神高速道路 - 国道1号 - 滋賀県草津市 - 国道1号 - 近江大橋 - 滋賀県大津市 - 国道1号 - 京都府京都市

途中、東名高速道路の海老名サービスエリアと名神高速道路の養老サービスエリアで各20分間の開放休憩がある。

#### 大宮・池袋 - 彦根・大津線
西武観光バスと近江鉄道の共同運行時代。
- 埼玉県さいたま市 - 首都高速埼玉大宮線 - 東京都（豊島区 - 新宿区） - 首都高速4号新宿線 - 中央自動車道 - 名神高速道路 - 国道8号 - 滋賀県米原市 - 滋賀県大津市

#### マリーン号
- 東京都港区 - 首都高速1号羽田線 - 首都高速神奈川1号横羽線 - 神奈川県横浜市 - 保土ケ谷バイパス  - 東名高速道路 - 名神高速道路 - 国道8号 - 滋賀県米原市 - 滋賀県大津市

## 車両
- 西武観光バスと近江鉄道は、原則として日産ディーゼル・スペースウィングを使用していた。製造年次により富士重工車体と西日本車体工業車体の車両が在籍していた。車内は原則として独立3列シート車となっていた。
- 西日本JRバスはいすゞ・ガーラを使用し、西武観光バスと同じく原則として独立3列シート車となっていた。ただし、運行開始から数年間はダブルデッカーの三菱ふそう・エアロキングを使用していた。
- 羽田京急バスは、原則として三菱ふそう・エアロクィーンIを使用していた。

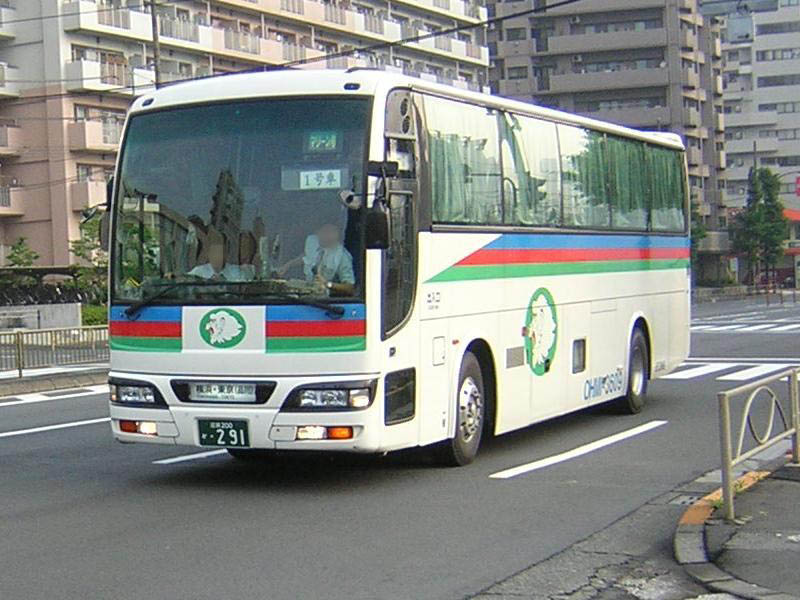
マリーン号（近江鉄道）
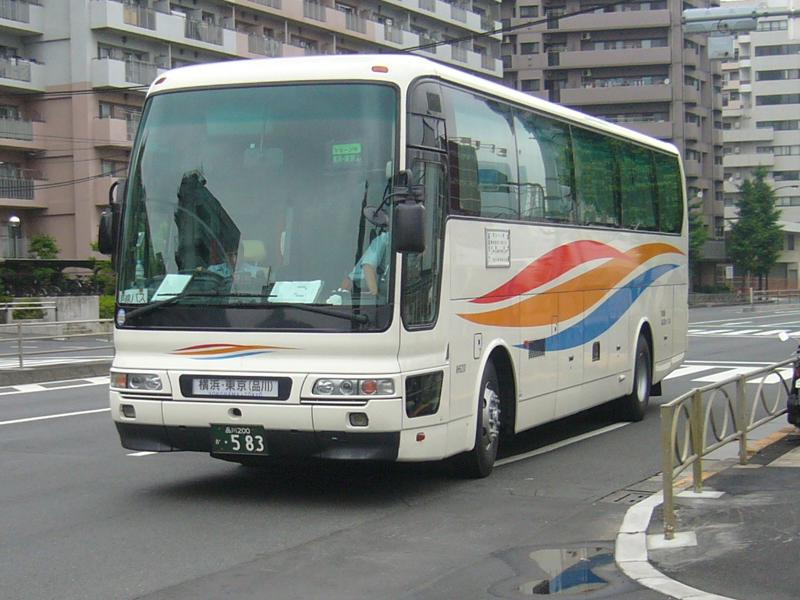
マリーン号（羽田京急バス）